# Distretto di Na Kae
Il distretto di Na Kae (in thailandese: นาแก) è un distretto (amphoe) della Thailandia, situato nella provincia di Nakhon Phanom.
| Controllo di autorità | VIAF (EN) 145537722 |